# Issoria tessellata
Issoria tessellata är en fjärilsart som beskrevs av Rosenberg och Talbot 1914. Issoria tessellata ingår i släktet Issoria och familjen praktfjärilar. Inga underarter finns listade i Catalogue of Life.